# مستشفى أونديرستيبورت الأكاديمي البيطري
إنشاء مستشفى أونديرستيبورت الأكاديمي البيطري (OVAH) (بالإنجليزية: University of Pretoria Faculty of Veterinary Science)‏ من قبل جامعة بريتوريا، ويوفر الخدمات البيطرية السريرية بمشاركة كاملة من الطلاب. يقع المستشفى في حرم كلية العلوم البيطرية في أونديرستيبورت . رقم هاتف 24سا/24سا: 086 100 8387 واتبع التعليمات.

## العيادات والوحدات
- عيادات الحيوانات الصغيرة
- عيادة الخيول
- عيادة الإنتاج الحيواني
- عيادات طب وجراحة العيون والاسنان
- بنك الدم
- عيادة متنقلة

## روابط خارجية
- مستشفى اوندرستبورت الأكاديمي البيطري
- جامعة بريتوريا ، كلية العلوم البيطرية
- الرابطة البيطرية لجنوب أفريقيا
- المجلس البيطري لجنوب أفريقيا